# Jack Brownlow
Jack „Bruno“ Brownlow (* 1923 in Spokane; † 27. Oktober 2007) war ein US-amerikanischer Jazzpianist.
Brownlow begann mit zwölf Jahren Klavier zu spielen. Während seines Militärdienstes im Zweiten Weltkrieg spielte er in einer Marineband in Idaho; nach Kriegsende lebte er zunächst in Kansas City, dann in Los Angeles, wo er u. a. mit Lester Young und Boyd Raeburn auftrat. Brownlow, der ab den 1960er Jahren vorwiegend im Raum Seattle bekannt war, spielte im Stil von Bill Evans. Er war Mentor jüngerer Musiker wie Randy Brecker und Rufus Reid. Mit 72 Jahren hatte er sein Plattendebüt, als er 1995 unter eigenem Namen das Album Dark Dance (Jazz Focus Records) einspielte, gefolgt von Suddenly It’s Bruno  mit dem Bassisten Jeff Johnson im Jahr 1999.

## Einzelnachweis
1. ↑  Nachruf in (Memento des Originals vom 6. Oktober 2015 im Internet Archive)  Info: Der Archivlink wurde automatisch eingesetzt und noch nicht geprüft. Bitte prüfe Original- und Archivlink gemäß Anleitung und entferne dann diesen Hinweis. JazzTimes

| Personendaten    | Personendaten                 |
| ---------------- | ----------------------------- |
| NAME             | Brownlow, Jack                |
| ALTERNATIVNAMEN  | Brownlow, Bruno (Spitzname)   |
| KURZBESCHREIBUNG | US-amerikanischer Jazzpianist |
| GEBURTSDATUM     | 1923                          |
| GEBURTSORT       | Spokane                       |
| STERBEDATUM      | 27. Oktober 2007              |